# Segunda Compañía de Bomberos Llayllay
La Segunda Compañía "Sargento Aldea" corresponde a una Compañía del Cuerpo de Bomberos de Llay-Llay. Opera en la comuna de Llay-Llay, Región de Valparaíso, Chile.
Fue fundada el 27 de septiembre de 1911 y cuenta con las especialidades en Agua y Rescate vehicular.  

## Historia
Lleva el nombre de Sargento Aldea (Juan de Dios Aldea) por haber sido un ilustre y valeroso marino. Fundada un 27 de septiembre de 1911 (113 años) en la ciudad de Llay-Llay, Región de Valparaíso, bajo el mando del Cuerpo de Bomberos de Llay-Llay.
La iniciativa nace de un grupo de trabajadores de la maestranza de ferrocarriles de la misma ciudad que manifiestan la necesidad de crear una nueva compañía de voluntarios. Es así, que luego de una sesión se logró llegar a votación quedando como mesa directiva las siguientes personas:
- Director: Gregorio Galindo Lamas
- Secretario: Segundo Galindo Lamas
- Tesorero: Juan Arce Cabrera
- Portaestandarte: Guillermo Richards Richards y Luis Osorio Vásquez

| Fundadores                |
| ------------------------- |
| Adrián Arancibia Torres   |
| Luis Gajardo Báez         |
| Antonio Berroeta Berroeta |
| Heraclio Camilla Pinto    |
| Germán Segundo Allende    |
| Víctor A. Herrera         |
| Hilario Guzmán Carvajal   |
| Enrique Acuña Barrera     |
| Inocencio Robles Garay    |
| Ignacio Mena Fernández    |
| José Lamas Pérez          |
| Ernesto Meneses Vera      |
| Luis Torrejón Marín       |
| Ernesto Osorio Rivas      |
| Ramón Madrid Rodríguez    |

## La Especialidad
Es una compañía de bomberos especializada en Rescate Vehicular y la extinción de incendios.

### Rescate Vehicular

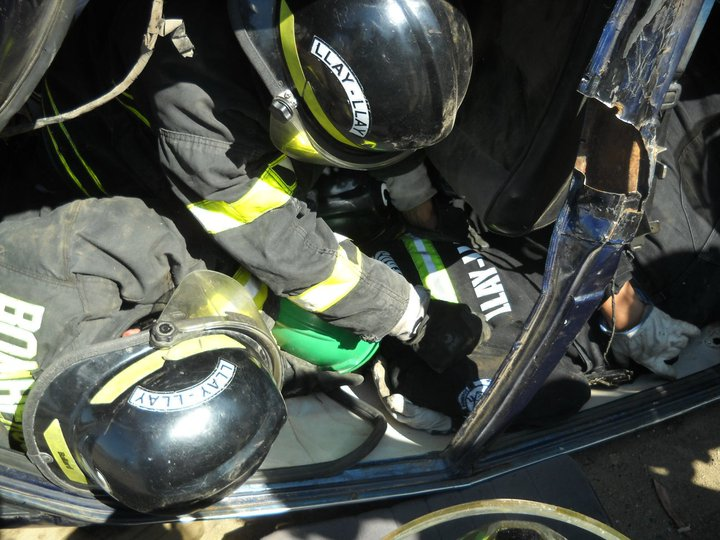
Extricación Vehicular

Bomberos define su acción en el Rescate Vehicular como de apoyo a salud: se trata de liberar a la persona atrapada en el accidente, facilitar y colaborar con la atención que puedan darle los servicios de salud en el mismo lugar del accidente y prepararla para su rápido y seguro traslado a un centro hospitalario. (Samu, mutuales, ambulancias privadas, institucionales y otras).
La tarea de liberar al accidentado recibe el nombre de extricación (del inglés extrication, que significa “desencarcelar”, entendido como liberar a alguien desde una situación que lo mantenía retenido). Para eso, los Grupos de Rescate disponen de elementos especializados, incluyendo poderosas herramientas hidráulicas, que pueden cortar los metales de los vehículos y separarlos en pocos momentos. Los procedimientos utilizados corresponden a técnicas aplicadas por los Bomberos de Estados Unidos.
Actualmente, en varios lugares del país, los servicios de salud pueden dar una atención intensiva al herido en el mismo lugar del accidente, antes del traslado, lo que aumenta notablemente sus posibilidades de sobrevivir con menores secuelas. Bomberos, en estos casos, debe colaborar con Salud facilitando el rápido y seguro acceso de médicos o paramédicos al herido, quienes lo estabilizan de modo que se pueda continuar con su extricación y transporte.

## Escudo de Compañía
El nuevo escudo fue aprobado por la Asamblea Plena y fue presentado al Honorable Directorio General, por lo que, se le encargo la confección de las estampas para las Unidades de la Compañía, al Bombero de la Primera Compañía, Señor Manuel Delgado, en su estudio-taller de la Avenida José Manuel Balmaceda.
Hoy, ya viviendo en plenitud el siglo XXI, ese Escudo, sufre su primera trasformación, manteniéndose la misma placa escudo, con la pira y la flama en su parte superior, pero ha sido encerrada en una "Cruz de San Florián", símbolo que identifica a los bomberos del mundo, desaparece la leyenda del Lema de la Compañía y se mantiene la data de fundación, a su vez, la punta superior de la cruz tiene escrito la palabra BOMBEROS y la punta inferior el nombre de la ciudad de Llay-Llay, en la punta izquierda se ha grabado una imagen de un ESPARRANCADOR, herramienta utilizada para abrir accesos en espacios confinados, para liberar a personas atrapadas en accidentes de tránsito y en la punta de la derecha, se aprecia una imagen de un bombero haciendo rapel, para destacar la brillante labor de la Compañía en cuerdas y Rescate en Desnivel.

## Himno
I

Segunda de Llay-Llay nos llaman a formar

corramos voluntarios presurosos

que nuestro lema es: los bienes defender

las vidas que se encuentran en peligro.

II

Luchar con gran valor cumplir nuestro deber

impuestos por nosotros voluntarios

llenos de optimismo y con gran valor

segundinos a cumplir con el deber

III

Ya sonó la sirena muchachos

a luchar con tesón y valor

el bombero abandona a su madre

a su esposa, sus hijos y hogar;

IV

No pensamos si regresaremos

por luchar contra fuego traidor

nuestro lema es, mucha abnegación

y disciplina y gran valor

V

La tenemos, la llevamos con un gran honor

La tenemos, la llevamos con un gran honor

Música de "Melodías de América"

Letra de LUIS DONOSO BRIONES

## Material mayor

### Camiva Renault semiurbano (B-2)
- 180 hp
- 3500 L de agua
- Fabricado en Francia en 1995
- Usado para emergencias de tipo estructural

### Furgón Renault  (R-2)
- 210 hp
- Fabricado en Francia el año 2004
- Usado en emergencias de Rescate